# Yoshiaki Koizumi

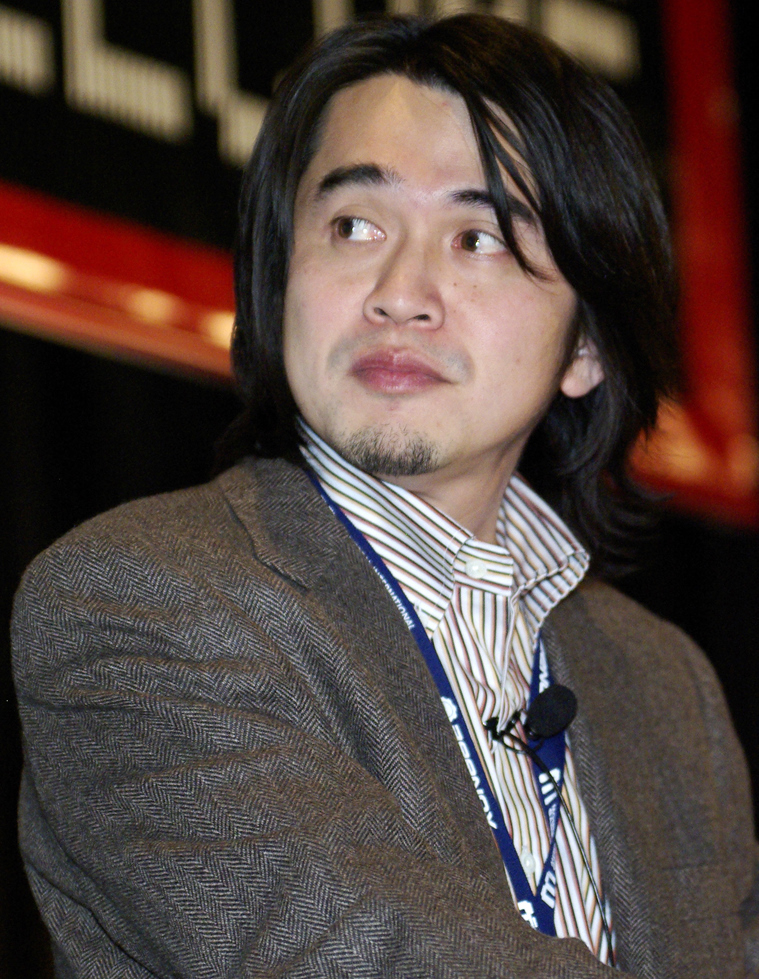
Koizumi (2007)

Yoshiaki Koizumi (jap. 小泉 歓晃, Koizumi Yoshiaki; * 29. April 1968 in Mishima, Japan) ist ein japanischer Spieleentwickler und hat seit 1991 bei dem Unternehmen Nintendo an der Produktion mehrerer bekannter Videospiele gearbeitet, darunter Titel der Reihen Super Mario und The Legend of Zelda. Dabei hatte er später leitende Funktionen als Regisseur oder Produzent inne. Er leitet ein Team in der Entwicklungsabteilung EAD Tokio.

## Biografie
Koizumi wurde am 29. April 1968 in Mishima, Japan geboren. Nach seinem Studium von Film, Drama und Animation an der Osaka University of Arts wurde er 1991 bei Nintendo angestellt. Sein erstes Projekt war das Design und später auch das Verfassen der Spielanleitung für das im gleichen Jahr veröffentlichte Super-Nintendo-Spiel The Legend of Zelda: A Link to the Past; dies beinhaltete auch die Gestaltung der Hintergrundgeschichte. Für den 1993 erschienenen Game-Boy-Nachfolger The Legend of Zelda: Link’s Awakening war Koizumi anfänglich auch für das Schreiben der Anleitung vorgesehen. Da zu diesem Zeitpunkt die Handlung noch weitestgehend offen war, fiel Koizumi die Aufgabe zu, das gesamte Script sowie das Verhalten der einzelnen Endgegner zu konzipieren. Für die Konsole Nintendo 64 war er an der Entwicklung der Spiele Super Mario 64 (als assistierender Regisseur), The Legend of Zelda: Ocarina of Time und The Legend of Zelda: Majora’s Mask beteiligt. Für letzteren Titel erdachte er etwa mehrere Interaktionen der Spielfigur mit anderen Figuren.
2003 wechselte Koizumi seinen Standort zu einem neuen Entwicklungsteam in Tokyo, wo er – wie davor schon erstmals bei Super Mario Sunshine – als Regisseur die Entwicklung des GameCube-Titels Donkey Kong Jungle Beat leitete. Auch bei der Entwicklung des 2007 veröffentlichten Wii-Spiels Super Mario Galaxy hatte er die Rolle des Director inne und war damit – auch als Schnittstelle zwischen dem Team und Mario-Erfinder Shigeru Miyamoto – für jeden Aspekt der Spielentwicklung verantwortlich. Für den Nachfolger, der 2010 ebenfalls für die Wii-Konsole erschien, übernahm er die Aufgabe des Produzenten.
Yoshiaki Koizumi legt bei der Entwicklung von Spielen einen Schwerpunkt auf die erzählte Handlung, welcher von Shigeru Miyamoto nicht geteilt wird.
Die Website IGN nannte Koizumi an 25. Stelle in einer Aufstellung der 100 besten Spieleschöpfer.

## Spiele
Yoshiaki Koizumi war an der Entwicklung folgender Videospiele beteiligt.
- The Legend of Zelda: A Link to the Past (erschienen 1991 für Super Nintendo)[10]
- Super Mario Kart (1992, Super Nintendo)[10]
- The Legend of Zelda: Link’s Awakening (1993, Game Boy)[2]
- Super Mario 64 (1996, Nintendo 64)[2]
- The Legend of Zelda: Ocarina of Time (1998, Nintendo 64)[2]
- Super Smash Bros. (1999, Nintendo 64)[10]
- The Legend of Zelda: Majora’s Mask (2000, Nintendo 64)[2]
- Super Mario Sunshine (2002, GameCube)[2]
- The Legend of Zelda: The Wind Waker (2002, GameCube)[10]
- Donkey Kong Jungle Beat (2004, GameCube)[3]
- Super Mario Galaxy (2007, Wii)[2]
- Flipnote Studio (2008, Nintendo DSi)
- Super Mario Galaxy 2 (2010, Wii)[8]
- Super Mario 3D Land (2011, Nintendo 3DS)[11]
- Super Mario 3D World (2013, Wii U)
- Super Mario Odyssey (2017, Nintendo Switch)

## Belege
1. ↑  cesa.or.jp: Seite der CESA Developers Conference zu Koizumis Konferenzbeitrag スーパーマリオギャラクシーを作る — Die Produktion von Super Mario Galaxy (japanisch, aufgerufen am 13. Dezember 2010)
2. 1 2 3 4 5 6 7 8  next-gen.biz (Memento vom 8. Februar 2008 im Internet Archive): Artikel zur Person vom 6. Februar 2008 (englisch, zweiseitig, aufgerufen am 13. Dezember 2010)
3. 1 2 3  gamasutra.com: Transkription einer Rede Yoshiaki Koizumis auf dem Montreal International Game Summit 2007 (englisch, aufgerufen am 13. Dezember 2010)
4. ↑  wired.com: Interview mit Yoshiaki Koizumi zu Super Mario Galaxy vom 4. Dezember 2007 (englisch, aufgerufen am 13. Dezember 2010)
5. ↑  gamecubicle.com: Transkription einer Pressekonferenz zu Super Mario Sunshine (englisch, aufgerufen am 13. Dezember 2010)
6. ↑  ign.com: Interview mit Yoshiaki Koizumi vom 29. November 2007 zur Entwicklung von Super Mario Galaxy (englisch, zweiseitig, aufgerufen am 13. Dezember 2010)
7. ↑  Yoshiaki Koizumi Interview (Memento vom 29. September 2008 im Internet Archive): Interview mit Yoshiaki Koizumi anlässlich des Montreal International Game Summit 2007 (englisch, Seitenkopie, aufgerufen am 9. Oktober 2012)
8. 1 2  gamepro.com: Artikel vom 21. Mai 2010 zu Super Mario Galaxy 2 (englisch, aufgerufen am 13. Dezember 2010)
9. ↑  wired.com: Interview mit Shigeru Miyamoto vom 12. Juni 2009 zu Super Mario Galaxy 2 (englisch, aufgerufen am 13. Dezember 2010)
10. 1 2 3 4 5  Yoshiaki Koizumi als 25. einer Top-100-Liste der Videospielemacher. In: uk.games.ign.com. IGN Entertainment, archiviert vom Original am 3. Januar 2013; abgerufen am 4. Januar 2019 (englisch).
11. ↑  ign.com: Artikel vom 11. August 2011 zu Super Mario 3D Land (englisch, aufgerufen am 8. September 2011)

| Personendaten    | Personendaten                    |
| ---------------- | -------------------------------- |
| NAME             | Koizumi, Yoshiaki                |
| ALTERNATIVNAMEN  | 小泉 歓晃 (japanisch)            |
| KURZBESCHREIBUNG | japanischer Videospielentwickler |
| GEBURTSDATUM     | 29. April 1968                   |
| GEBURTSORT       | Mishima, Japan                   |